# ヘスス・ロハス
ヘスス・キキ・ロハス（Jesus Kiki Rojas、1964年1月31日 - ）は、ベネズエラの元男性プロボクサーである。ミランダ州スクレ市出身。元WBA世界フライ級王者。元WBA世界スーパーフライ級王者。世界2階級制覇王者

## 来歴
1985年9月13日、プロデビュー（4回判定勝ち）。
1988年4月24日、日本のリングに初登場。後楽園ホール（同国人のWBAミニマム級王者レオ・ガメスの防衛戦前座）で桜井靖高と対戦し、8回KO勝ち。
1989年3月1日、陳潤彦（韓国）とのノンタイトル戦で10回判定負け。プロ初黒星を喫した。
1989年9月30日、世界初挑戦。WBA世界フライ級王者フィデル・バッサ（コロンビア）に挑み、12回判定勝ち。22戦目で世界王者となった。
1990年3月10日、初防衛戦。元WBC世界ライトフライ級王者李烈雨（韓国）と対戦し、12回判定負けで王座から陥落した。
1990年12月6日、世界再挑戦（日本のリング再登場）。7月に李を破ってWBA世界フライ級王座を獲得したレパード玉熊に挑む。フルラウンドの死闘の末、引き分けで惜しくも王座返り咲きならず。
1993年4月20日、3度目の日本での試合。元日本フライ級王者ピューマ渡久地と対戦し、9回TKO勝ち。
1993年11月26日、WBAラテンアメリカフライ級王座獲得。
1994年4月10日、3年4か月ぶりの世界挑戦。WBA世界フライ級王者セーン・ソー・プロエンチット（タイ）に挑んだが、12回判定負け。
1995年11月11日、同国人で元WBA世界フライ級王者でもあるデビッド・グリマンを12回判定に降し、WBC中米カリブ海スーパーフライ級王座獲得。1996年2月17日の初防衛戦でもグリマンと再戦し、12回判定で返り討ち（この試合は空位のベネズエラ同級王座決定戦も兼ねて行われた）。その後、2度目の防衛にも成功。
1997年8月8日、2階級制覇を目指し、WBA世界スーパーフライ級王者ヨックタイ・シスオー（タイ）に挑戦したが、12回判定負け。
1998年10月3日、WBAラテンアメリカスーパーフライ級王座獲得。
1998年12月23日、ヨックタイを降してWBA世界スーパーフライ級王座を獲得した飯田覚士に挑戦。王者が5回に右肩を脱臼するというアクシデントも手伝い、12回判定勝ちで2階級制覇を達成した。1999年3月28日の初防衛戦では前王者のジムの後輩でもある戸高秀樹と対戦。3回に偶然のバッティングでロハスが負傷。続く4回にドクターストップがかかり引き分け。不本意な形ではあったが、防衛に成功した。
1999年7月31日、2度目の防衛戦で戸高と再戦。1度のダウンを奪われた末の12回判定負けで王座から陥落した。
2001年9月1日、世界王座返り咲きを懸け、WBA世界スーパーフライ級王者セレス小林に挑戦。フルラウンドの死闘を展開したが、判定負けで王座返り咲きならず。この試合後、2年間試合から遠ざかる。
2004年3月20日、元WBA世界フライ級王者エリック・モレル（プエルトリコ）と空位のNABO北米スーパーフライ級王座決定戦を行うが、12回判定負け。この試合を最後に引退した。
通算戦績51戦36勝（20KO）10敗4分

## 獲得タイトル
- WBA世界フライ級王座（防衛0度）
- WBA世界スーパーフライ級王座（防衛1度）